# Castel Merlino
Castel Merlino a Verolanuova fu un’antica residenza della famiglia Gambara.

## Storia

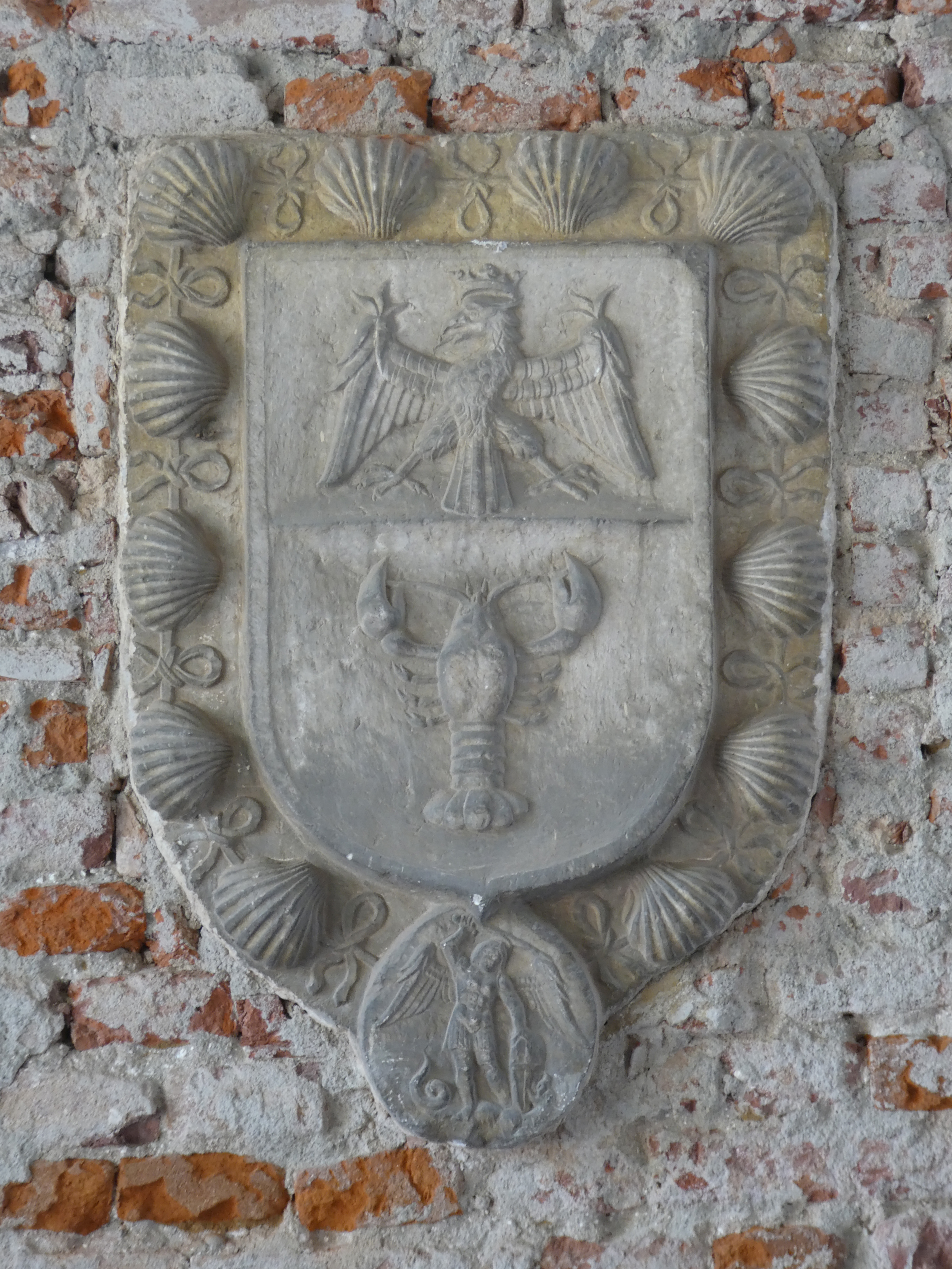
Stemma della famiglia Gambara sotto al portico d'accesso

Di origine medioevale, fu costruito probabilmente tra il XI e il XIII secolo.

## Descrizione
La forma originale non è nota, ma si può osservare che nelle mappe del Catasto Napoleonico ha una forma ad “U” con un cortile posto a Nord dove, in centro, si trova un pozzo presente tutt'oggi. Il castello era un tempo delimitato da un fossato di forma quadrangolare attualmente occupato da arbusti e cespugli. L’esterno in laterizio non mostra più la presenza di feritoie o merlature, ma è scandito da sette finestre per piano aperte in epoca più recente, mentre rimane evidente la presenza di un antico ponte levatoio, oggi sostituito da uno in muratura, per la presenza delle aperture che ospitavano i bolzoni. Il castello ha subito molte modifiche nel corso dei secoli e si presenta oggi in cattivo stato.
Il suo nome probabilmente deriva dall'apprezzamento che alcuni membri della famiglia Gambara avevano per i poemi cavallereschi (basti pensare ai nomi di alcuni componenti della famiglia, per esempio Lancillotto Gambara figlio del conte Pietro e di Briseide Verzelino Visconti, o Ginevra Nogarola donna di lettere, moglie di Brunoro Gambara).